# Chelostoma hellenicum
Chelostoma hellenicum är en biart som först beskrevs av Raymond Benoist 1938.  Chelostoma hellenicum ingår i släktet blomsovarbin, och familjen buksamlarbin. Inga underarter finns listade i Catalogue of Life.